# Færøske kvæder
Færøske kvæder eller Færøske kvæði (at kvøða: at kvæde eller synge kvad eller kvæði til dans): de gamle ballader på Færøerne akkompagneret af færøsk kædedans.
Balladerne har deres oprindelse i de gamle nordiske, norrøne samfund.
Traditionen menes at gå tilbage til Middelalderen og måske endog til vikingernes bosættelser.
Den mundtlige overlevering har bidraget til at viderebringe det færøske sprog ned gennem generationerne; det var først i 1800-tallet at man tog fat på at nedskrive dem, idet der med V.U. Hammershaimbs (1819–1909) indsats blev indledt en fastlæggelse af færøsk retskrivning, grammatik og en planmæssig udgivelse af kvæder, sagn med videre, hvorved en færøsk litteratur kan siges at være grundlagt.
En berømt kvæde fra 1800-tallet er Ormurin langi  – Ormen den Lange – af Jens Christian Djurhuus (1773–1853) der regnes som den første der nedskrev digte på færøsk.
Også i 1900-tallet er der lavet ballader med de gamle kvæder som forbillede, af blandt andet den satiriske digter Poul F. Joensen (1898–1970).
De færøske ballader bliver udbredt internationalt ved musikere som Eivør Pálsdóttir og Heavy metal-gruppen Týr med numre som Ormurin langi og Regin Smiður.